# Голям кравешки трупиал
Molothrus oryzivorus е вид птица от семейство Трупиалови. Видът е незастрашен от изчезване.

## Разпространение
Среща се в Аржентина, Белиз, Боливия, Бразилия, Колумбия, Коста Рика, Еквадор, Френска Гвиана, Гватемала, Гвиана, Хондурас, Мексико, Никарагуа, Панама, Парагвай, Перу, Суринам, Тринидад и Тобаго и Венецуела.